# Джулія Ріцці
Джулія Ріцці (20 червня 1989 , Удіне ) — італійська фехтувальниця на шпагах, олімпійська чемпіонка 2024 року, чемпіонка Європи.

## Виступи на Олімпіадах
| Олімпіада  | Дисципліна          | Місце |
| ---------- | ------------------- | ----- |
| Париж 2024 | індивідуальна шпага | 18    |
| Париж 2024 | командна шпага      | 1     |